# Salvador Vázquez Carmona
Salvador Vázquez Carmona (Tonalá, Jalisco, 23 de diciembre de 1933) es un alfarero mexicano.
Comenzó los trabajos de alfarería con apenas seis años de edad, primero con su madre, y luego en el taller de Jorge Wilmot, donde desarrolló un estilo propio que le llevó a establecer su taller familiar. Vázquez se especializa en la cerámica bruñida, pintada con pigmentos naturales utilizando arcillas blancas, negras y rojas, para la creación de piezas con moldes, produciendo formas diversas (floreros, ollas, grandes “tibores”  y platos), con diseños geométricos (soles, flores estilizadas, vegetación, águilas, serpientes y aves). Además ha recuperado motivos tradicionales como el Santiago Matamoros y los bailarines Tastoanes. Ha participado en exposiciones en México, y recibido premios como el Galardón Presidencial de 1999 del Premio Nacional de la Cerámica.